# Planète+ Crime
Planète+ Crime initialement lancée le 27 octobre 2007 sous le nom Planète Justice puis successivement Planète+ Justice, Planète+ CI et Planète+ Crime+Investigation, est une chaîne de télévision payante privée de Canal+ Thématiques contrôlé par le groupe Bolloré ainsi que ses chaînes sœurs, Planète+ et Planète+ Aventure ou Planète+ Thalassa. La direction des programmes est assurée par les équipes du pôle découverte de Canal+. La chaîne est accessible sur abonnement, notamment sur les offres Canal+.

## Développements
Le 27 septembre 2007, une conférence de presse est organisée à la Maison du Barreau de Paris, en présence de Rodolphe Belmer, directeur général adjoint de Canal+, Olivier Stroh, directeur des chaînes thématiques Découverte du Groupe Canal, et Georges Pernoud, représentant du groupe public France Télévisions. 
Le 13 novembre 2013 Planète+ Justice devient Planète+ CI en association avec l'éditeur de programme américain A&E. Le 25 janvier 2022, les chaînes Planète+ Crime Investigation et Planète+ A&E changent de nom sur le plan de service du bouquet Canal+ pour devenir Planète+ Crime et Planète+ Aventure,,. Les chaînes ont changé leur nom le 17 février. En 2024, France Télévisions cède les 34 % qu'elle détient dans la chaîne.

### Identité graphique

Logo de Planète Justice du 27 mars 2007 au 16 mai 2011
Logo de Planète+ Justice du 17 mai 2011 au 12 novembre 2013
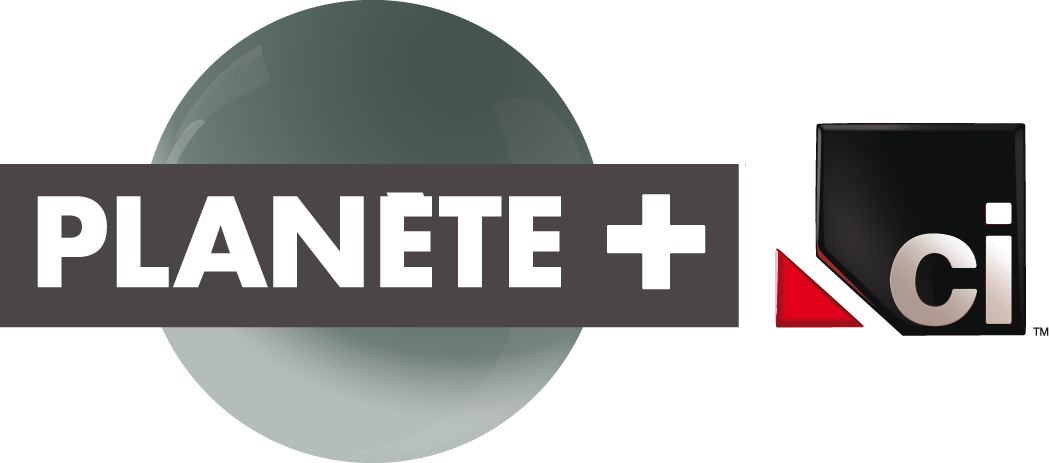
Logo de Planète+ CI du 13 novembre 2013 au 31 décembre 2016
Logo de Planète+ Crime+Investigation du 1er janvier 2017 au 17 février 2022.
Logo de Planète+ Crime depuis le 17 février 2022.

### Slogans
- Planète Justice puis Planète+ Justice : « La chaîne qu'il faut garder à vue » (2007-2013)
- Planète+ CI  : « La réalité dépasse le polar ! » (2013-2022)
- Planète+ Crime : « Le crime n'est pas une fiction » (2022)